# Афонино (Кимрский район)
Афонино — деревня в Кимрском районе Тверской области. Входит в состав Ильинского сельского поселения.

## География
Находится в юго-восточной части Тверской области на расстоянии приблизительно 27 км на запад-северо-запад по прямой от районного центра города Кимры в левобережной части района.

## История
Известна была с 1780 года как бывшее владение патриарха, имела 33 двора. В 1859 году здесь (деревня Корчевского уезда Тверской губернии) было учтено 8 дворов, в 1887 — 14. Ныне имеет дачный характер.

## Население
Численность населения: 160 человек (1780-е годы), 76 (1859 год), 93 (1887), 5 (русские 100 %) в 2002 году, 0 в 2010.